# Vijaya Lakshmi Pandit
Vijaya Lakshmi Nehru Pandit (विजयलक्ष्मी नेहरू पंडित) (18 agosto 1900 – 1º dicembre 1990) è stata una politica e diplomatica indiana.

## Biografia
Fu la prima donna divenuta Presidente dell'Assemblea generale delle Nazioni Unite dal 1953 al 1954. Prima dell'indipendenza dell'India, insieme al fratello Jawaharlal Nehru, fece parte e fu animatrice del movimento nazionalista. Fu quindi a capo della delegazione indiana alle Nazioni Unite dal 1946 al 1948 e una seconda volta dal 1950 al 1951.
Fu quindi ambasciatrice per il suo paese in Unione Sovietica dal 1947 al 1949, negli Stati Uniti e Messico dal 1949 al 1951, in Irlanda dal 1955 al 1961 e in Spagna dal 1958 al 1961. Sempre per le Nazioni Unite fu Alto Commissario nel Regno Unito ed in Irlanda dal 1954 al 1961. Ricoprì anche diverse cariche politiche in patria, fino al suo ritiro a vita privata nel 1979.